# Federico Bucher Weibel
Federico Bucher Weibel (Traiguén, 23 de marzo de 1911-Concón, 8 de diciembre de 1979) fue un médico y político radical chileno. 
Hijo de Juan Bucher y Josefina Weibel. Contrajo matrimonio en 1936 con Lucía Amelia Almarza Pensa.
Educado en el Liceo de Traiguén y en la Facultad de Medicina de la Universidad de Chile, titulándose de médico cirujano (1935) con una tesis denominada "Tracoma oculto". Ejerció su profesión en la Clínica Oftalmológica de Charlín y en el Hospital Salvador. Se dedicó a la oftalmología y la otorrinolaringología, en Puerto Montt. Fue médico del Seguro Obrero y jefe zonal de la Beneficencia.
Militante del Partido Radical, del cual fue presidente de la asamblea de Puerto Montt. 
En 1944 participó de los comicios complementarios para llenar la vacancia del Diputado Santiago Ernst Martínez, quien falleció el 9 de febrero de ese año. Sin embargo, en su reemplazo se incorporó el 21 de mayo de 1944 Alfonso Campos Menéndez (PL), quien venció en las elecciones complementarias al radical Federico Bucher Weibel (5.404 contra 3.891 votos).
Fue elegido Diputado por Llanquihue, Puerto Varas, Maullín, Calbuco y Aysén (1953-1957), integrando la comisión permanente de Asistencia Médico-Social e Higiene.
Reelegido Diputado por Llanquihue, Puerto Varas, Maullín, Calbuco, Aisén|Aysén, Coyhaique y Chile Chico (1961-1965), siendo parte de la misma comisión.
Se dedicó también a la agricultura, explotando el fundo “El Gato” en Aysén, dedicado a la crianza de animales.